# Owen Williams (tennis)
Pour les articles homonymes, voir Owen Williams et Williams.
Owen Gordon Williams, né le 23 juin 1931 à Idutywa, est un joueur, promoteur et dirigeant de tennis sud-africain.

## Biographie
Owen Williams a participé à quatre tournées en Europe entre 1951 et 1955 avec des résultats assez modestes. En 1952, il dispute les Internationaux de France et atteint le 3e tour. En 1954, il est quart de finaliste à Wimbledon en double et huitièmes de finaliste de l'US Championship, battu par Hamilton Richardson.
Après avoir mis fin à sa carrière sportive, il tente sa chance comme promoteur en organisant la tournée professionnelle de Jack Kramer en Afrique du Sud en 1959 qui s'avère être un échec. Il fait ensuite fortune dans l'importation de whisky écossais puis en développant plusieurs sociétés dans le domaine des articles de sports ou encore de l'édition.
En 1966, il devient directeur du championnat d'Afrique du Sud et parvient alors à attirer les meilleurs joueurs du monde, transformant cette épreuve relativement confidentielle en grand succès populaire et rentable. Il occupera cette fonction jusqu'en 1980. En 1969, il prend la tête de l'US Open, devenant le premier à occuper ce poste à plein temps alors que le tournoi traverse une période de crise en raison de problèmes d'organisation et d'un club vieillissant et mal équipé.
En 1981, Lamar Hunt le nomme directeur général de la World Championship Tennis, organisation concurrente de l'ATP World Tour. Il a notamment à sa charge les WCT Finals, tournoi le plus prestigieux au monde après les Grand Chelem.
Dans les années 1990, il devient agent sportif, notamment du joueur d'échecs Garry Kasparov.
Installé à Palm Beach en Floride depuis 1996, il y a écrit ses mémoires sous le titre Ahead of the Game en 2013.